# Palacio Balbi
El palacio Balbi o ca' Balbi, es un edificio histórico italiano situado en el sestiere de Dorsoduro en Venecia, con fachada al Gran Canal, en la zona conocida como la "volta de canal", donde el Gran Canal hace un giro en dirección sureste. Se encuentra entre los palacios Foscari y Caotorta Angaran. En 2022 continúa a ser la sede principal de la Junta Regional del Véneto.

## Historia
El edificio se construyó en la segunda mitad del siglo XVI por encargo de Nicolò Balbi, miembo de la familia noble veneciana Balbi, a partir de un proyecto de Alessandro Vittoria.
A lo largo de su historia ha sido objeto de numerosas rehabilitaciones, entre las que destacan la ordenada por Lorenzo Balbi en 1737 y otra posterior en la que se incorporaron obras del pintor Jacopo Guarana. En 1807 estuvo alojado Napoleón Bonaparte, desde cuyos balcones pudo presenciar la regata orgnizada en su honor.
El palacio no siempre estuvo habitado en su totalidad por los propietarios. Fue habitual que se alquilasen algunas de las plantas. Así, una de las plantas nobles y las entreplantas estuvieron alquiladas a Almorò Pisani. Otros inquilinos fueron también miembros de la nobleza veneciana como la familia vicentina Valmarana o la familia dálmata Biondi. 
En 1877 fue adquirido por el anticuario y comerciante veneciano Michelangelo Guggenheim que lo convirtió en sede de su "laboratorio para las artes industriales", reformándolo y trasladando a su interior su importante colección de arte, subastada en 1913 por su hijo Giorgio.

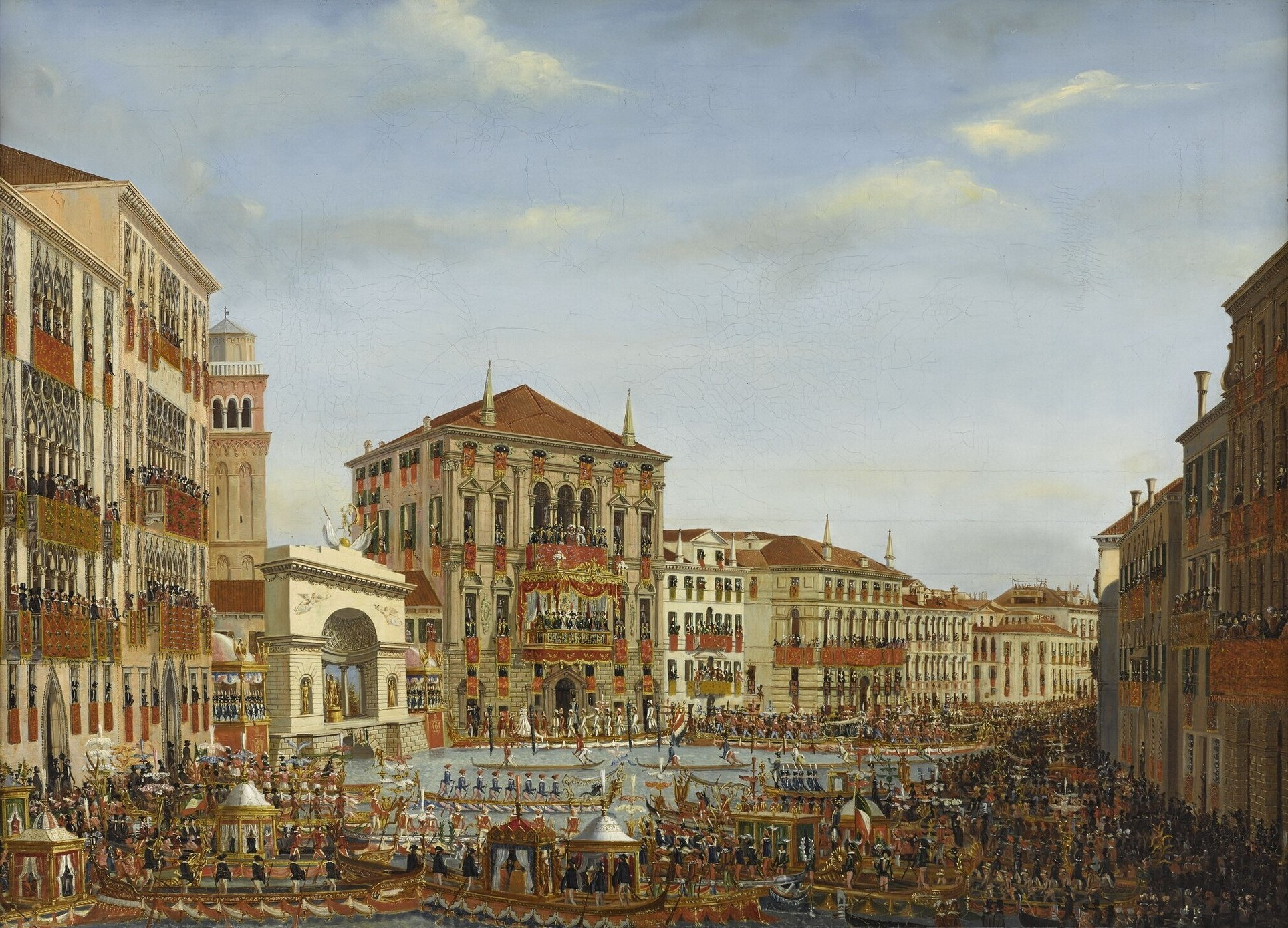
Napoleón I preside en el palacio Balbi la regata organizada en su honor en 1807. Cuadro de Giuseppe Borsato.

En 1925 pasó a ser propiedad de la Società Adriatica di Elettricità, que realizó una reforma en la que destruyeron una de las escaleras monumentales del interior.
En 1971 el palacio fue adquirido la Junta Regional del Véneto, que estableció allí su sede y la residencia del presidente de la región.
El 13 de enero de 2020, Luca Zaia, presidente del Véneto anunció el propósito de poner a la venta el palacio mediante subasta, a un precio de salida de 26, 4 millones de euros.

## Descripción
El edificio, de tres plantas, con entresuelo y ático, presenta una fachada totalmente simétrica que delata las primeras muestras de la arquitectura barroca, si bien respetando las formas renacentistas. Una muestra de esta transición es la acentuación de los claroscuros de en la fachada.
En la planta baja, la fachada presenta un portal con arco de medio punto y un mascarón en la clave adornado con un tímpano triangular y otros elementos más por encima. En ambos lados del portal central hay dos entradas más pequeños decoradas con tímpanos mixtilíneos. Las dos plantas nobles, de igual dimensión están divididas en tres partes iguales por medio de lesenas, y separadas por amplios marcaplantas horizontales. Presentan dos políforas de tres aberturas con arco de medio punto en cada planta, y columnas binadas jónicas superpuestas con balaustrada. A ambos lados se sitúan un par de monóforas rectagulares con tímpano. Entre las ventanas rectangulares de la primera planta, separándolas, hay colocados dos bajorrelieves del escudo de los Balbi. 
Bajo la cornisa dentellada se encuentran seis ventanas ovaladas de pequeño tamaño enmarcadas en una elaborada talla de piedra. Encima del techo destacan sobre la fachada dos pináculos en forma de obelisco, que recuerdan a los del palacio Belloni Battagia.